# Карбазол
Карбазо́л — органическое соединение класса гетероциклов. Состоит из двух бензольных и одного пиррольного колец. Также карбазол может быть рассмотрен как 9-аза-флуорен.

## Методы синтеза
- Из фенилгидразина и циклогексанона через тетрагидрокарбазол[2].